# Karen Rose
Karen Rose, geboren in Baltimore (Maryland), is een Amerikaans misdaadauteur. 
Rose studeerde chemie aan de Universiteit van Maryland en sloot deze studie als ingenieur af. Daarna werkte zij in de levensmiddelentechnologie in Cincinnati (Ohio). Aanvankelijk schreef zij daarnaast als hobby, maar later kon zij er haar werk van maken. Tegenwoordig woont ze in Florida.
Een aantal van haar boeken zijn vertaald en uitgegeven in Duitsland, Frankrijk, Japan, Noorwegen, Polen, Spanje, het Verenigd Koninkrijk. In Nederland worden haar boeken uitgegeven door uitgeverij De Fontein. 